# 暗鞘尾蝠屬
暗鞘尾蝠屬（学名：Mosia），哺乳綱、翼手目、鞘尾蝠科的一屬，而與暗鞘尾蝠屬（暗鞘尾蝠）同科的動物尚有兜翼蝠屬（大兜翼蝠）、纓蝠屬（纓蝠）、鞘尾蝠屬（大鞘尾蝠）、靈蝠屬（白靈蝠）等之數種哺乳動物。

## 下属物种
- 暗鞘尾蝠 - Mosia nigrescens (Dark sheath-tailed bat)